# Horta Oeste
Horta Oest (em castelhano: Huerta Oeste) é uma comarca da Comunidade Valenciana, na Espanha. Está localizada na província de Valência, e a cidade mais populosa é o município de Torrent. Limita com a cidade de Valência e com as comarcas de Camp del Túria, Horta Nord, Horta Sud, Hoya de Buñol e Ribera Alta.

## Municípios
| Município       | População | Área  | Densidade |
| --------------- | --------- | ----- | --------- |
| Torrent         | 80.610    | 69,20 | 1.085,70  |
| Paterna         | 64.023    | 44,00 | 1.341,88  |
| Mislata         | 43.657    | 2,10  | 20.636,19 |
| Xirivella       | 30.812    | 5,20  | 5.810,00  |
| Aldaia          | 30.645    | 19,90 | 1.519,28  |
| Alaquàs         | 30.567    | 3,90  | 7.737,69  |
| Manises         | 30.508    | 16,10 | 1.747,70  |
| Cuart de Poblet | 25.472    | 19,70 | 1.286,29  |
| Picanya         | 10.543    | 7,50  | 1.405,73  |